# Konrad Henker
Konrad Henker (* 6. September 1979 in Weimar) ist ein deutscher Maler und Graphiker.

## Leben
Konrad Henker studierte von 1999 bis 2005 an der Hochschule für Bildende Künste Dresden bei Elke Hopfe, Siegfried Klotz, Wolfram Hänsch und Ralf Kerbach. Von 2005 bis 2007 war er Meisterschüler bei Ralf Kerbach. Konrad Henker lebt und arbeitet seit 2007 als freischaffender Künstler in Dresden. Der Künstler arbeitet mit der Galerie Hebecker in Weimar zusammen.
Arbeiten von Henker befinden sich im
- Lindenau-Museum, Altenburg
- Kupferstichkabinett Dresden
- Neue Sächsische Galerie, Chemnitz
- Sammlung Deutsche Bank, Frankfurt/Main

## Einzelausstellungen (Auswahl)
- 2010: Leonhardi-Museum, Dresden